# War Babies
War Babies är en amerikansk kortfilm i regi av Charles Lamont. Producerad av Educational Pictures 1932.
I filmen gör en blott fyra år gammal Shirley Temple en av sina första filmroller som dansösen Charmaine.
Filmen gjordes som en protest mot de unga soldater som kallades ut i krig.
Filmen är den andra i serien Baby Burlesks som alla visade små barn i vuxna situationer.

## Handling
Handlingen är enkel: unga soldater sitter på en bar och låter sig underhållas och bedåras av en söt dansös, viss rivalitet uppstår mellan två av dem. Filmen slutar med att soldaterna kallas ut i kriget igen och får lämna baren. Det som gör filmen unik är att alla roller spelas av barn i åldrarna tre till fem år. Filmen bygger till viss del på What price Gloria? från 1925.